# Joaquim Lobo de Ávila da Graça
Joaquim Lobo de Ávila da Graça CvA • OA • MOCE (25 de Agosto de 1854 - 18 de Fevereiro de 1936) foi um militar português.

## Biografia
Desempenhou na Arma a que pertencia de Artilharia alguns cargos de relevo, e fez parte da antiga Comissão de Defesa do Reino. Representou Portugal nas manobras militares Francesas de 1905 e foi um dos membros da missão que, nos últimos anos da Monarquia, foi ao estrangeiro adquirir Artilharia para o Exército Português.
Foi Director da Companhia Nacional dos Tabacos.
Era Cavaleiro e Oficial da Real Ordem Militar de São Bento de Avis, Medalha de Ouro de Comportamento Exemplar e Cavaleiro da Ordem Nacional da Legião de Honra.
Faleceu com o posto de Coronel Reformado de Artilharia.